# Oblężenie Calais (1558)
Trzecie Oblężenie Calais miało miejsce w początkach roku 1558 w trakcie trwania wojen włoskich. Siły francuskie dowodzone przez księcia de Guise odebrały portowe miasto Calais Anglikom, którzy panowali w nim od roku 1347.

## Podłoże
Zwycięstwo króla Ludwika XI nad księciem Burgundii (1477) i przyjęcie Pikardii jako ziemi należącej do Korony Francuskiej zakończyło ostatecznie trwanie swoistego status quo w odniesieniu do Calais. Mimo to jednak, przez prawie stulecie, królowie Francji byli bardziej zainteresowani Italią, bogatszą i technologicznie bardziej zaawansowaną od reszty Europy, niż niewielkim portem na północy. Trzykrotnie też na przestrzeni XVI wieku (w latach 1526, 1544 i 1547) Francja zgadzała się na prolongatę angielskiego władania w Pikardii.
Apele papieża Pawła IV z roku 1557 zaowocowały postanowieniami traktatu pokojowego z Cateau-Cambrésis, który kończył wojny włoskie, ale nie oznaczał zaprzestania kroków wojennych wobec królestwa Neapolu.
W odpowiedzi Hiszpania podjęła kontrofensywę w Pikardii, co zakończyło się z klęską konetabla de Montmorency w bitwie pod Saint-Quentin. W tej sytuacji król Henryk II skierował Franciszka de Guise, który przygotowywał armię do wkroczenia do Włoch, na północ, do Pikardii.
Stojąc wobec możliwości lądowania angielskiego korpusu interwencyjnego, król Henryk postanowił zaatakować Calais i odebrać Anglikom jednocześnie Compiègne, Montreuil-sur-Mer i Boulogne-sur-Mer. W tej sytuacji francuski dowódca w Pikardii ruszył w stronę Calais.

## Oblężenie
Brak naturalnych linii obronnych powodował, że Anglicy w Calais musieli polegać wyłącznie na fortyfikacjach, które nie były w najlepszym stanie.
W niedzielę 1 stycznia 1558 roku awangarda armii francuskiej zajęła Sangatte, Fréthun i Nielles. 2 stycznia zdobyty został fort Risban. Następnego dnia artyleria zaczęła ostrzał fortu Nieulay. 7 stycznia dowódca załogi Calais, Thomas Wentworth, wobec braku skutecznej obrony przed ostrzałem i rozpoczynającymi się atakami piechoty, postanowił poddać miasto Francuzom. Po kilku dniach skapitulowały również angielskie załogi Guines i Hames. Na koniec, 23 stycznia, król Henryk wjechał uroczyście do miasta.

## Skutki
Thomas Wentworth, gubernator miasta, jego żołnierze i anglosascy mieszkańcy Calais wrócili do Anglii, a kraina, zwana przez Francuzów Calaisis zyskała przydomek "Pays Reconquis" dla upamiętnienia jej powrotu do Francji. Doszło jeszcze do próby zdobycia tych terenów przez Hiszpanów, ale w kwietniu 1559 roku zawarty został traktat pokojowy w Cateau-Cambrésis, który ostatecznie uznawał, że Calais z okolicznymi terytoriami należy (teoretycznie na lat osiem, a w rzeczywistości raz na zawsze) do Francji.